# Der schwarze Hengst kehrt zurück
Der schwarze Hengst kehrt zurück (Originaltitel: The Black Stallion Returns) ist ein US-amerikanischer Spielfilm aus dem Jahr 1983 mit Kelly Reno in der Hauptrolle. Er basiert lose auf dem Jugendbuch Blitz kehrt heim des US-amerikanischen Autors Walter Farley und bildet eine Fortsetzung des Films Der schwarze Hengst.

## Handlung
Alec Ramsay lebt mit seinem schwarzen Araber-Hengst, den er „Schwarzer“ (im Original Black) nennt und seiner Mutter in dem New Yorker Vorort Flushing. Der Hengst ist inzwischen ein berühmtes Rennpferd geworden. Nachdem das Pferd eines Nachts gestohlen wird findet Alec ein silbernes Schmuckstück im Stall, verfolgt anschließend die Entführer und kann noch im letzten Augenblick unbemerkt in den Pferdeanhänger klettern, als dieser sich bereits in Bewegung gesetzt hat. Am Flughafen versucht Alec, nun reitend, mit dem Pferd zu entkommen, scheitert jedoch. Die Entführer geben sich zu erkennen, es handelt sich um den Fürsten eines Beduinenstammes der Sahara, Abu Jakub ben Ishak und seine Tochter Tabari. Abu ben Ishak erklärt Alec, dass er der wahre Eigentümer des Hengstes sei und ihm dieser zuvor gestohlen worden war.
Alec, der nun weiß, dass die Heimat Abu ben Ishaks und seines Schwarzen ein Ort namens Wadi Draa in Marokko ist verfolgt die Spur seines Pferdes und begibt sich kurzerhand als blinder Passagier mit einem Flugzeug nach Casablanca. Dort gelingt es ihm eine Mitfahrgelegenheit zur nächsten Oase Salih zu ergattern, indem er dem Fahrer eines Lastwagens das gefundene Schmuckstück anbietet. Dieser stimmt zu, es ist offensichtlich, dass er das Schmuckstück unbedingt besitzen will. Was Alec nicht weiß ist, dass es sich bei dem Mann um Kurr handelt, welcher zur gleichen Zeit wie Abu ben Ishak nach New York gereist war um den Hengst zu stehlen. Er war jedoch just bei dem Versuch von Abu ben Ishak überrascht worden und unerkannt geflüchtet. Bei einer Auseinandersetzung mit dem aufgebrachten Hengst hatte er seinen Schmuck, ein Stammeszeichen der Uruks, denen er angehört, verloren. Kurr betrügt Alec und lässt ihn nach einer Reifenpanne ohne Proviant und Wasser in der Wüste zurück. Alec folgt eine Weile zu Fuß den Reifenspuren, wird allerdings später von einem Wagen aufgelesen, auf dem zahlreiche Einheimische mitfahren.
Er lernt unter den Mitfahrenden den jungen Raj kennen, der nach dem Besuch einer Universität auf dem Heimweg ist. Sein Zwischenziel ist ebenfalls Salih, was er nur widerwillig preisgibt. Als Raj den Wagen verlässt folgt Alec ihm spontan, wenn auch unter dem Protest Rajs. Alec wendet listiger Weise sein durch Kurr erworbenes Wissen an und bittet Raj, sein Gast sein zu dürfen, was dieser einem Ehrenkodex gemäß nicht abzulehnen wagt. Die beiden reisen daraufhin gemeinsam mit Meslar, Rajs Leibwächter, der bald darauf eintrifft. In Salih angekommen finden sich die Protagonisten bald in einem Gewirr aus Angriffen wider. Offenbar hatte Abu ben Ishak ebenfalls die Oase aufsuchen müssen und war den ihm dort auflauernden Uruks, dem feindlichen Stamm, dem auch Kurr angehört, beinahe in die Falle gegangen. Alec gelingt es nur, einen Blick auf seinen Hengst zu erhaschen, muss sich jedoch mit Raj alsdann rasch in Sicherheit bringen. Raj klärt ihn bald darauf über die Situation auf. Die Uruks haben die Absicht das Pferd Sheitan, wie der Schwarze eigentlich heißt, zu stehlen oder zu töten. Ebenso ist Raj selbst, als Sohn einen anderen Stammesfürsten ins Visier der Feinde geraten, da er außerdem auch Reiter in einem großen Pferderennen ist, in dem alle fünf Jahre die besten Pferde der Stämme gegeneinander antreten. Für die Stämme steht viel auf dem Spiel, da sie die im Falle einer Niederlage ihre besten Zuchttiere an den Sieger des Rennens abtreten müssen. Die Uruks, so Raj, brächten allerdings keine guten Pferde hervor, wohingegen sein Vater oder Abu ben Ishak bereits oft gewonnen hätten. Aus diesem Grund haben die Uruk ihr Heil in einem Anschlag auf Sheitan, einem der Champions des anstehenden Rennens, gesucht.
Auf dem weiteren Weg werden Alec, Raj und Meslar erneut von den feindlichen Uruk aufgefunden und angegriffen. Raj und Alec retten können sich dank eines aufziehenden Sandsturms retten, Meslar jedoch stellt sich den Feinden und wird von diesen besiegt. Bald gehen Alec und Raj, die allein weiter wandern die Vorräte aus. Nachdem sie auch das Kamel notgeschlachtet und verwertet haben finden sie jedoch endlich eine rettende Wasserstelle. Kurz darauf werden die beiden von Rajs Vater gefunden und in Sicherheit gebracht. Dabei stellt Raj Alec seine Stute Sagr vor, mit der er beim Rennen antreten wird und die der ganze Stolz des Stammes ist. Raj geleitet Alec an den Rand von Abu ben Ishaks Territorium. Nach einem herzlichen Abschied gelangt Alec, der dem ihm gewiesenen Weg gefolgt ist, in ein Tal. Er trifft dort auf seinen Schwarzen, wird jedoch, bevor er diesen begrüßen kann von Abu ben Ishaks Wachen ergriffen. Dieser zeigt sich überrascht, dass Alec es geschafft hat herzukommen, möchte jedoch, dass Alec unverzüglich wieder abreist und nach New York zurückfliegt. Alec kann ihn jedoch erweichen, indem er auch ihn bittet, sein Gast sein zu dürfen. Es stellt sich derweil heraus, dass Tabari, die den Hengst im Rennen reiten soll, überhaupt nicht mit dem Hengst zurechtkommt. Das wilde Pferd wirft sie immer wieder ab. Sie bittet Alec heimlich mit ihr zu üben, jedoch werden sie bei ihrer nächtlichen Unternehmung von feindlichen Uruks überrascht, die den Hengst erneut entführen, ebenso Alec, der sich im letzten Moment noch auf dessen Rücken schwingen konnte. Im Lager der Uruks kann Alec mit Hilfe des totgeglaubten Meslar, den er natürlich zu befreien versucht, jedoch mitsamt dem Pferd entkommen.
Als er das wertvolle Tier wieder zu Abu ben Ishak zurückbringt erlaubt dieser ihm, das Pferd im Rennen zu reiten, was er zuvor auf Alec Bitte hin kategorisch ausgeschlagen hatte. Zudem verspricht er Alec, ihm das Pferd im Falle eines Sieges zu überlassen. Am Tag des Rennens trifft Alec wieder auf Raj, der mit Sagr antritt. Im Verlauf des Rennens werden die beiden von dem narbengesichtigen Reiter der Uruks angegriffen, es gelingt ihm sogar, Raj aus dem Sattel zu stoßen. Sagr kann jedoch von Alec wieder eingefangen werden und die beiden Freunde bestreiten das Rennen weiter. Auch einen weiteren Angriff von Kurr, der aus seinem Lastwagen auf die beiden schießt, können die Freunde durch eine List abschmettern. Auf der Zielgeraden liegen Sagr und der Schwarze Kopf an Kopf, jedoch kann letzterer das Rennen im letzten Moment mit einer Nasenlänge für sich entscheiden.
Bei der anschließenden Auswahl der besten Zuchtpferde erlässt Abu ben Ishak auf Alecs bittende Geste hin Rajs Vater den Einsatz, sodass Raj seine Stute Sagr im Zeichen für die Freundschaft, die zwischen ihm und Alec besteht, behalten darf. Alec wiederum beschließt nach einem letzten Blick auf den schwarzen Hengst, der wild und frei mit seiner Herde durch das Tal galoppiert, dass dieser hierher gehört und überlässt am Ende Abu ben Ishak das Pferd mit den Worten „Vielleicht komme ich mal wieder.“.

## Synchronisation
| Rolle         | Darsteller     | Deutsche Stimme |
| ------------- | -------------- | --------------- |
| Alec Ramsay   | Kelly Reno     | Philipp Brammer |
| Raj           | Vincent Spano  | Martin Halm     |
| Abu ben Ishak | Ferdy Mayne    | Herbert Weicker |
| Kurr          | Allen Garfield | Donald Arthur   |
| Tabari        | Jodi Thelen    | Simone Brahmann |
| Alecs Mutter  | Teri Garr      | Dagmar Heller   |

## Hintergrund
Der Film basiert auf dem Roman Blitz kehrt heim von Walter Farley, wenn es auch einige Abweichungen in der Handlung gibt. So wird der Hengst nicht durch Abu ben Ishak in der Nacht gestohlen, sondern Alec übergibt ihm das Pferd, nachdem dieser zweifelsfrei sein Eigentum nachweisen konnte. Außerdem reist Alec im Buch in Begleitung von Erwachsenen als Besucher nach Arabien (im Film Marokko). Der im Buch handelnde Gegner heißt Ibn al Khaldun und wird im Film durch die Figur Kurr verkörpert, auch hier ergeben sich einige Unterschiede, insbesondere die Natur der feindlichen Verstrickungen der Beduinenstämme. Im Großen und Ganzen hält sich die Adaption aber an die Handlung und den Grundgedanken des Originals.
Wie bereits im ersten Teil der Filmreihe wurde der schwarze Hengst von Cass-Olé, einem in Texas gezüchteten Vollblutaraber-Hengst (Besitzer: San Antonio Arabians) verkörpert. Seine vier weißen Fesseln sowie ein weißes Abzeichen auf der Stirn wurden für den Film schwarz gefärbt. Für die volle Mähne wurden außerdem Haarteile verwendet.

## Fortsetzungen
Im Jahre 2003 entstand mit Der schwarze Hengst… wie alles begann eine Art Prequel, dessen Handlung noch vor dem ersten Teil der Reihe angesiedelt ist. Zudem wurde von 1990 bis 1993 eine Fernsehserie mit dem Titel Black, der schwarze Blitz produziert.